# Conepatus leuconotus
Espèce
Statut de conservation UICN

 LC  : Préoccupation mineure
La Moufette orientale à nez de cochon (Conepatus leuconotus), ou Moufette orientale à nez de porc, est la plus grande espèce de moufette à nez de cochon du monde ; sa longueur peut dépasser 80 cm et son poids deux kilogrammes et demi.

## Description physique
Les moufettes à nez de cochon américaines ont une bande blanche, large et unique, qui va du haut de la tête à la base de la queue, laquelle est elle-même complètement blanche. Le reste du corps est noir.

## Fusion avec l'espèceConepatus mesoleucus
Des travaux récents ont amené à la conclusion que la Moufette à nez de cochon occidentale (Conepatus mesoleucus), considérée jusqu'alors comme distincte, appartient en réalité à la même espèce. Désormais, le nom de Conepatus leuconotus est l’appellation correcte des populations fusionnées. Le nanisme causé par la compétition pour la nourriture peut expliquer la différence de taille.

## Habitudes de vie
Au Texas, on la connaît généralement sous le nom de rooter skunk du fait de son habitude de s'en prendre aux racines et de retourner les roches et les débris à la recherche de nourriture.
Cette espèce a tendance à habiter les contreforts rocheux et broussailleux, là où l'espace est disponible pour sa tanière ; elle évite les déserts chauds et les forêts. Omnivore, elle se nourrit surtout d'insectes et de végétation, mais ne dédaigne pas les petits mammifères et les petits reptiles lorsqu'elle en trouve. Les agriculteurs la considèrent parfois comme nuisible pour les cultures parce qu'elle s'en prend aux racines, mais c'est largement injustifié, car elle préfère généralement les insectes aux plantes agricoles. Comme toutes les espèces de moufettes, elle possède de puissantes glandes anales qu'elle utilise pour dissuader d'éventuels assaillants.

## Menaces
Bien qu'elle ne soit pas menacée dans la plus grande partie de son habitat, une sous-espèce, la moufette à nez de cochon Big Thicket (C. l. telmalestes) du sud-est du Texas, est considérée maintenant comme éteinte par l'UICN.

## Sous-espèces
- Conepatus leuconotus figginsi
- Conepatus leuconotus leuconotus, anciennement considéré comme une espèce à part, Conepatus mesoleucus
- Conepatus leuconotus telmalestes